# Polyura major
Polyura major är en fjärilsart som beskrevs av Percy I. Lathy 1926. Polyura major ingår i släktet Polyura och familjen praktfjärilar. Inga underarter finns listade i Catalogue of Life.